# Play Deep
| Críticas profissionais | Críticas profissionais |
| Avaliações da crítica  | Avaliações da crítica  |
| Fonte                  | Avaliação              |
| ---------------------- | ---------------------- |
| allmusic               | [ 1 ]                  |

Play Deep é o álbum de estreia da banda The Outfield, lançado em 1985.

## Faixas
| N.º | Título              | Duração |  |
| 1.  | "Say It Isn't So"   | 3:48    |  |
| 2.  | "Your Love"         | 3:36    |  |
| 3.  | "I Don't Need Her"  | 3:51    |  |
| 4.  | "Everytime You Cry" | 4:29    |  |
| 5.  | "61 Seconds"        | 4:18    |  |
| 6.  | "Mystery Man"       | 4:04    |  |
| 7.  | "All the Love"      | 3:32    |  |
| 8.  | "Talk to Me"        | 3:34    |  |
| 9.  | "Taking My Chances" | 3:37    |  |
| 10. | "Nervous Alibi"     | 3:55    |  |

## Desempenho nas paradas musicais
| Parada musical (1986)          | Melhor posição |
| ------------------------------ | -------------- |
| Canadá (RPM 100 Albums)        | 21             |
| Estados Unidos (Billboard 200) | 9              |

## Certificações
| País                  | Certificação | Data                    | Vendas certificadas |
| --------------------- | ------------ | ----------------------- | ------------------- |
| Canadá (Music Canada) | Ouro         | 30 de setembro de 1986  | 50.000              |
| Estados Unidos (RIAA) | 2× Platina   | 16 de fevereiro de 1989 | 2.000.000           |